# Алтуховка (Смоленская область)
Алтуховка — деревня в Смоленском районе Смоленской области России. Входит в состав Козинского сельского поселения. Население — 125 жителей (2007 год). 
Расположена в западной части области в 1 км к юго-востоку от Смоленска, в 2 км восточнее автодороги А141 Орёл — Витебск. В 7 км восточнее деревни расположена железнодорожная станция Соколья Гора на линии Смоленск — Рославль. 

## Известные уроженцы
- Викторов, Григорий Петрович — Герой Советского Союза.

## История
В годы Великой Отечественной войны деревня была оккупирована гитлеровскими войсками в июле 1941 года, освобождена в сентябре 1943 года.